# ATC-kod N01: Anestetika
ATC-kod N01: Anestetika är en del av klassificeringssystemet ATC (Anatomical Therapeutic Chemical Classification System) för läkemedel och vissa andra medicinska produkter. ATC utvecklas av WHO och består av alfanumeriska koder indelade i grupper utifrån anatomi, medicinsk funktion och läkemedelstyp på 5 olika kodnivåer. Denna sida utgör innehållet i en specifik grupp på nivå 2.

## N01A Allmänanestetika

### N01AA Inhalationsanestetika
N01AA01 Dietyleter
N01AA02 Vinyleter

### N01AB Halogenerade kolväten och etrar
N01AB01 Halotan
N01AB02 Kloroform
N01AB03 Metoxyfluran
N01AB04 Enfluran
N01AB05 Trikloretylen
N01AB06 Isofluran
N01AB07 Desfluran
N01AB08 Sevofluran

### N01AF Barbitursyraderivat
N01AF01 Metohexital
N01AF02 Hexobarbital
N01AF03 Tiopental

### N01AG Barbiturater, kombinationer
N01AG01 Enibomal

### N01AH Opioidanestetika
N01AH01 Fentanyl
N01AH02 Alfentanil
N01AH03 Sufentanil
N01AH04 Fenoperidin
N01AH05 Anileridin
N01AH06 Remifentanil
N01AH51 Fentanyl, kombinationer

### N01AX Övriga allmänanestetika
N01AX01 Droperidol
N01AX03 Ketamin
N01AX04 Propanidid
N01AX05 Alfaxalon
N01AX07 Etomidat
N01AX10 Propofol
N01AX11 Natriumoxibat
N01AX13 Dikväveoxid
N01AX14 Esketamin
N01AX15 Xenon
N01AX63 Dikväveoxid, kombinationer

## N01B Lokalanestetika

### N01BA Aminobensoesyraestrar
N01BA01 Metabuteamin
N01BA02 Prokain
N01BA03 Tetrakain
N01BA04 Kloroprokain
N01BA05 Bensokain
N01BA52 Prokain, kombinationer

### N01BB Amider
N01BB01 Bupivakain
N01BB02 Lidokain
N01BB03 Mepivakain
N01BB04 Prilokain
N01BB05 Butanilikain
N01BB06 Cinkain
N01BB07 Etidokain
N01BB08 Artikain
N01BB09 Ropivakain
N01BB10 Levobupivakain
N01BB20 Kombinationer
N01BB51 Bupivakain, kombinationer
N01BB52 Lidokain, kombinationer
N01BB53 Mepivakain, kombinationer
N01BB54 Prilokain, kombinationer
N01BB57 Etidokain, kombinationer
N01BB58 Artikain, kombinationer

### N01BC Estrar av bensoesyra
N01BC01 Kokain

### N01BX Övriga lokalanestetika
N01BX01 Etylklorid
N01BX02 Dyklonin
N01BX03 Fenol
N01BX04 Kapsaicin

### Engelska
- WHO Collaborating Centre for Drug Statistics Methodology - ATC Index
- WHO Collaborating Centre for Drug Statistics Methodology - ATCvet Index

### Svenska
- SIL online
- FASS.se - ATC
- FASS.se - Veterinär-ATC
- Sök läkemedelsfakta - Läkemedelsverket
- Socialstyrelsen : Klassifikationer
- Nationellt produktregister för läkemedel - NPL